# Aachener Turn- und Sportverein Alemannia 1900 1984-1985
Questa voce raccoglie le informazioni riguardanti l'Aachener Turn- und Sportverein Alemannia 1900 nelle competizioni ufficiali della stagione 1984-1985.

## Stagione
Nella stagione 1984-1985 l'Alemannia, allenato da Werner Fuchs, concluse il campionato di 2. Bundesliga al 5º posto. In Coppa di Germania l'Alemannia fu eliminato agli ottavi di finale dal Borussia M'gladbach.

## Rosa
| N. |                     | Ruolo | Calciatore        |
| -- | ------------------- | ----- | ----------------- |
|    | Germania (bandiera) | P     | Valentin Herr     |
|    | Germania (bandiera) | P     | Johannes Kau      |
|    | Germania (bandiera) | D     | Friedhelm Frenken |
|    | Germania (bandiera) | D     | Rolf Grünther     |
|    | Germania (bandiera) | D     | Eugen Hach        |
|    | Spagna (bandiera)   | D     | Jo Montanes       |
|    | Germania (bandiera) | D     | Johannes Nelles   |
|    | Germania (bandiera) | D     | Holger Neumann    |
|    | Germania (bandiera) | D     | Bernhard Olck     |

| N. |                     | Ruolo | Calciatore          |
| -- | ------------------- | ----- | ------------------- |
|    | Germania (bandiera) | C     | Andreas Brandts     |
|    | Germania (bandiera) | C     | Norbert Buschlinger |
|    | Germania (bandiera) | C     | Dietmar Poqué       |
|    | Galles (bandiera)   | C     | Dean Thomas         |
|    | Germania (bandiera) | C     | Jürgen Willkomm     |
|    | Germania (bandiera) | A     | Günter Delzepich    |
|    | Germania (bandiera) | A     | Günter Habig        |
|    | Germania (bandiera) | A     | Mario Krohm         |
|    | Germania (bandiera) | A     | Gernot Ruof         |

## Organigramma societario
Area tecnica
- Allenatore: Werner Fuchs
- Allenatore in seconda: Willi Haag
- Preparatore dei portieri:
- Preparatori atletici:

## Calciomercato

### Sessione estiva
| Acquisti | Acquisti         | Acquisti          | Acquisti |
| R.       | Nome             | da                | Modalità |
| -------- | ---------------- | ----------------- | -------- |
| C        | Andreas Brandts  | VVV-Venlo         |          |
| A        | Günter Delzepich | Wuppertal         |          |
| A        | Günter Habig     | Bochum            |          |
| D        | Eugen Hach       | Pirmasens         |          |
| P        | Valentin Herr    | Kickers Offenbach |          |
| A        | Gernot Ruof      | Pirmasens         |          |
| C        | Dean Thomas      | Wimbledon FC      |          |
| C        | Jürgen Willkomm  | Waldhof Mannheim  |          |

| Cessioni | Cessioni         | Cessioni             | Cessioni |
| R.       | Nome             | a                    | Modalità |
| -------- | ---------------- | -------------------- | -------- |
| D        | Norbert Dörmann  | RW Oberhausen        |          |
| D        | Dietmar Grabotin | Fortuna Düsseldorf   |          |
| P        | Jupp Koitka      | Wattenscheid 09      |          |
| D        | Thomas Krisp     | Borussia M'gladbach  |          |
| C        | Robert Kroll     | SC Jülich 1910       |          |
| D        | Jost Nobis       | SV Rhenania Würselen |          |
| A        | Helmut Rombach   | Waldhof Mannheim     |          |
| D        | Friedhelm Sturm  | SV Kuppenheim        |          |

### Sessione invernale
| Acquisti | Acquisti | Acquisti | Acquisti |
| R.       | Nome     | da       | Modalità |
| -------- | -------- | -------- | -------- |

| Cessioni | Cessioni | Cessioni | Cessioni |
| R.       | Nome     | a        | Modalità |
| -------- | -------- | -------- | -------- |

## Risultati

### 2. Bundesliga

#### Girone di andata
| Arbitro: | Eli |

|                |           |                      |
| Kirschbaum 66’ | Marcatori | 45’ Hach 47’ Brandts |

| Arbitro: | Jupe |

|                                         |           |  |
| Delzepich 6’, 74’ Brandts 51’ Habig 65’ | Marcatori |  |

| Arbitro: | Retzmann |

|                                  |           |          |
| Burgsmüller 26’, 38’ (rig.), 70’ | Marcatori | 39’ Ruof |

| Arbitro: | Diekert |

|                    |           |              |
| Brandts 33’ (rig.) | Marcatori | 87’ Rohatsch |

| Arbitro: | Kasperowski |

|                              |           |  |
| Hach 16’ Ruof 89’ Thomas 90’ | Marcatori |  |

| Arbitro: | Kriegelstein |

|                                |           |                   |
| Steer 35’ Birner 50’ Hauck 73’ | Marcatori | 49’ (aut.) Kohnle |

| Arbitro: | Probst |

|                    |           |              |
| Hach 47’ Poqué 65’ | Marcatori | 14’, 55’ Dum |

| Arbitro: | Huster |

|                         |           |                                               |
| Fritzsche 59’, 62’, 64’ | Marcatori | 24’ (aut.) Friedmann 32’, 47’ Ruof 53’ Thomas |

| Arbitro: | Osmers |

|                    |           |  |
| Hach 15’ Poqué 73’ | Marcatori |  |

| Kassel 13 ottobre 1984, ore 15:00 CET 10ª giornata | Hessen Kassel | 0 – 0 referto | Alemannia Aquisgrana | Auestadion (8 000 spett.)\| Arbitro: \| Kasperowski \| |
| Arbitro:                                           | Kasperowski   |               |                      |                                                        |

| Arbitro: | Retzmann |

|                                         |           |  |
| Delzepich 28’ Stöhr 80’ (aut.) Ruof 88’ | Marcatori |  |

| Arbitro: | Schäfer |

|                     |           |                                |
| Ronge 35’, 59’, 86’ | Marcatori | 24’, 61’ Delzepich 29’ Frenken |

| Arbitro: | Uhlig |

|                   |           |             |
| Hach 38’ Ruof 85’ | Marcatori | 12’ Stenzel |

| Arbitro: | Boos |

|  |           |                             |
|  | Marcatori | 33’ (rig.) Brandts 72’ Ruof |

| Arbitro: | Föckler |

|             |           |  |
| Brandts 10’ | Marcatori |  |

| Arbitro: | Bruch |

|  |           |               |
|  | Marcatori | 18’ Delzepich |

| Arbitro: | Mierswa |

|           |           |            |
| Poqué 83’ | Marcatori | 85’ Remark |

| Arbitro: | Vasel |

|                  |           |          |
| Blättel 22’, 78’ | Marcatori | 89’ Ruof |

| Arbitro: | Reinstädtler |

|                    |           |  |
| Brandts 85’ (rig.) | Marcatori |  |

#### Girone di ritorno
| Arbitro: | Puchalski |

|          |           |                    |
| Hach 48’ | Marcatori | 25’, 67’, 87’ Bunk |

| Arbitro: | Kasperowski |

|                  |           |          |
| Philipkowski 52’ | Marcatori | 55’ Olck |

| Arbitro: | Waltert |

|              |           |             |
| Willkomm 54’ | Marcatori | 40’ Dörmann |

| Arbitro: | Walz |

|                              |           |  |
| Vasić 50’ (rig.), 88’ (rig.) | Marcatori |  |

| Arbitro: | Barnick |

|                            |           |                                |
| Tinnefeld 27’ Steubing 50’ | Marcatori | 61’ (aut.) Siewert 82’ Brandts |

| Arbitro: | Weber |

|                             |           |                      |
| Brandts 15’ (rig.) Hach 69’ | Marcatori | 35’ Neipp 88’ Birner |

| Arbitro: | Heitmann |

|                                        |           |             |
| Elm 70’ (rig.) Buschmann 82’ Hotić 90’ | Marcatori | 85’ Brandts |

| Arbitro: | Kriegelstein |

|                          |           |                       |
| Habig 41’, 79’ Poqué 88’ | Marcatori | 70’ (rig.) Schwickert |

| Arbitro: | Correll |

|                                               |           |          |
| Labbadia 24’ Zimmermann 57’ (rig.) Dohmen 67’ | Marcatori | 45’ Olck |

| Arbitro: | Gabor |

|                         |           |  |
| Ruof 38’ Poqué 81’, 87’ | Marcatori |  |

| Berlino 3 aprile 1985, ore 19:30 CEST 30ª giornata | Hertha Berlino | 0 – 0 referto | Alemannia Aquisgrana | Stadio Olimpico (5 000 spett.)\| Arbitro: \| Neuner \| |
| Arbitro:                                           | Neuner         |               |                      |                                                        |

| Arbitro: | Brückner |

|               |           |           |
| Delzepich 42’ | Marcatori | 51’ Ronge |

| Arbitro: | Tritschler |

|                         |           |              |
| Reuter 24’ Eckstein 61’ | Marcatori | 85’ Willkomm |

| Arbitro: | Horeis |

|                                      |           |  |
| Thomas 29’ Ruof 80’, 86’ Brandts 90’ | Marcatori |  |

| Arbitro: | Boos |

|                                  |           |             |
| Stickroth 63’ (rig.), 66’ (rig.) | Marcatori | 79’ Brandts |

| Arbitro: | Heitmann |

|                     |           |  |
| Willkomm 72’ (rig.) | Marcatori |  |

| Arbitro: | Jupe |

|            |           |               |
| Remark 68’ | Marcatori | 50’ Delzepich |

| Arbitro: | Roth |

|         |           |               |
| Ruof 3’ | Marcatori | 61’ Muntubila |

| Arbitro: | Matheis |

|           |           |  |
| Höfer 41’ | Marcatori |  |

### Coppa di Germania
| Arbitro: | Schäfer |

|           |           |                    |
| Elias 88’ | Marcatori | 13’ Olck 73’ Poqué |

| Arbitro: | Matheis |

|                                   |           |  |
| Habig 56’ Thomas 66’ Willkomm 78’ | Marcatori |  |

| Arbitro: | Roth |

|  |           |                 |
|  | Marcatori | 67’, 76’ Criens |

## Statistiche

### Statistiche di squadra
| Competizione      | Punti | In casa | In casa | In casa | In casa | In casa | In casa | In trasferta | In trasferta | In trasferta | In trasferta | In trasferta | In trasferta | Totale | Totale | Totale | Totale | Totale | Totale | DR  |
| Competizione      | Punti | G       | V       | N       | P       | Gf      | Gs      | G            | V            | N            | P            | Gf           | Gs           | G      | V      | N      | P      | Gf     | Gs     | DR  |
| ----------------- | ----- | ------- | ------- | ------- | ------- | ------- | ------- | ------------ | ------------ | ------------ | ------------ | ------------ | ------------ | ------ | ------ | ------ | ------ | ------ | ------ | --- |
| 2. Bundesliga     | 43    | 19      | 11      | 7       | 1       | 37      | 14      | 19           | 4            | 6            | 9            | 23           | 32           | 38     | 15     | 13     | 10     | 60     | 46     | +14 |
| Coppa di Germania | -     | 2       | 1       | 0       | 1       | 3       | 2       | 1            | 1            | 0            | 0            | 2            | 1            | 3      | 2      | 0      | 1      | 5      | 3      | +2  |
| Totale            | 43    | 21      | 12      | 7       | 2       | 40      | 16      | 20           | 5            | 6            | 9            | 25           | 33           | 41     | 17     | 13     | 11     | 65     | 49     | +16 |

### Andamento in campionato
| Giornata  | 1 | 2 | 3 | 4 | 5 | 6 | 7 | 8 | 9 | 10 | 11 | 12 | 13 | 14 | 15 | 16 | 17 | 18 | 19 | 20 | 21 | 22 | 23 | 24 | 25 | 26 | 27 | 28 | 29 | 30 | 31 | 32 | 33 | 34 | 35 | 36 | 37 | 38 |
| --------- | - | - | - | - | - | - | - | - | - | -- | -- | -- | -- | -- | -- | -- | -- | -- | -- | -- | -- | -- | -- | -- | -- | -- | -- | -- | -- | -- | -- | -- | -- | -- | -- | -- | -- | -- |
| Luogo     | T | C | T | C | C | T | C | T | C | T  | C  | T  | C  | T  | C  | T  | C  | T  | C  | C  | T  | C  | T  | T  | C  | T  | C  | T  | C  | T  | C  | T  | C  | T  | C  | T  | C  | T  |
| Risultato | V | V | P | N | V | P | N | V | V | N  | V  | N  | V  | V  | V  | V  | N  | P  | V  | P  | N  | N  | P  | N  | N  | P  | V  | P  | V  | N  | N  | P  | V  | P  | V  | N  | N  | P  |
| Posizione | 4 | 1 | 4 | 3 | 3 | 7 | 7 | 4 | 4 | 6  | 4  | 2  | 1  | 1  | 1  | 1  | 1  | 1  | 1  | 3  | 2  | 3  | 4  | 4  | 3  | 6  | 4  | 5  | 5  | 5  | 5  | 5  | 5  | 5  | 5  | 5  | 5  | 5  |

Legenda:

Luogo: C = Casa; T = Trasferta. Risultato: V = Vittoria; N = Pareggio; P = Sconfitta.

### Statistiche dei giocatori
| Giocatore      | 2. Bundesliga | 2. Bundesliga | 2. Bundesliga | 2. Bundesliga | Coppa di Germania | Coppa di Germania | Coppa di Germania | Coppa di Germania | Totale   | Totale | Totale      | Totale     |
| Giocatore      | Presenze      | Reti          | Ammonizioni   | Espulsioni    | Presenze          | Reti              | Ammonizioni       | Espulsioni        | Presenze | Reti   | Ammonizioni | Espulsioni |
| -------------- | ------------- | ------------- | ------------- | ------------- | ----------------- | ----------------- | ----------------- | ----------------- | -------- | ------ | ----------- | ---------- |
| A. Brandts     | 38            | 11            | 3             | 0             | 3                 | 0                 | 0                 | 0                 | 41       | 11     | 3           | 0          |
| N. Buschlinger | 35            | 0             | 7             | 0             | 3                 | 0                 | 0                 | 0                 | 38       | 0      | 7           | 0          |
| G. Delzepich   | 38            | 8             | 1             | 0             | 3                 | 0                 | 0                 | 0                 | 41       | 8      | 1           | 0          |
| F. Frenken     | 35            | 1             | 9             | 0             | 3                 | 0                 | 0                 | 0                 | 38       | 1      | 9           | 0          |
| R. Grünther    | 8             | 0             | 2             | 0             | 1                 | 0                 | 0                 | 0                 | 9        | 0      | 2           | 0          |
| G. Habig       | 30            | 3             | 0             | 0             | 3                 | 1                 | 0                 | 0                 | 33       | 4      | 0           | 0          |
| E. Hach        | 37            | 7             | 4             | 0             | 3                 | 0                 | 0                 | 0                 | 40       | 7      | 4           | 0          |
| V. Herr        | 31            | 0             | 0             | 0             | 3                 | 0                 | 0                 | 0                 | 34       | 0      | 0           | 0          |
| J. Kau         | 7             | 0             | 0             | 0             | 0                 | 0                 | 0                 | 0                 | 7        | 0      | 0           | 0          |
| M. Krohm       | 0             | 0             | 0             | 0             | 0                 | 0                 | 0                 | 0                 | 0        | 0      | 0           | 0          |
| J. Montanes    | 36            | 0             | 5             | 0             | 3                 | 0                 | 0                 | 0                 | 39       | 0      | 5           | 0          |
| J. Nelles      | 17            | 0             | 2             | 0             | 0                 | 0                 | 0                 | 0                 | 17       | 0      | 2           | 0          |
| H. Neumann     | 1             | 0             | 0             | 0             | 0                 | 0                 | 0                 | 0                 | 1        | 0      | 0           | 0          |
| B. Olck        | 38            | 2             | 2             | 0             | 3                 | 1                 | 1                 | 0                 | 41       | 3      | 3           | 0          |
| D. Poqué       | 34            | 6             | 0             | 0             | 3                 | 1                 | 0                 | 0                 | 37       | 7      | 0           | 0          |
| G. Ruof        | 37            | 12            | 3             | 0             | 3                 | 0                 | 1                 | 0                 | 40       | 12     | 4           | 0          |
| D. Thomas      | 36            | 3             | 7             | 0             | 2                 | 1                 | 0                 | 0                 | 38       | 4      | 7           | 0          |
| J. Willkomm    | 28            | 3             | 2             | 0             | 3                 | 1                 | 0                 | 0                 | 31       | 4      | 2           | 0          |